# NGC 3761
NGC 3761 est une galaxie elliptique située dans la constellation du Lion. NGC 3761 a été découverte par l'astronome français Édouard Stephan en 1882.

## Caractéristiques

### Distance
Sa vitesse par rapport au fond diffus cosmologique est de 7 338 ± 22 km/s, ce qui correspond à une distance de Hubble de 108,2 ± 7,6 Mpc (∼353 millions d'al).
À ce jour, une mesure non basée sur le décalage vers le rouge (redshift) donne une distance d'environ 89,100 Mpc (∼291 millions d'al). Cette valeur est à l'extérieur des valeurs de la distance de Hubble. Notons que c'est avec la valeur moyenne des mesures indépendantes, lorsqu'elles existent, que la base de données NASA/IPAC calcule le diamètre d'une galaxie et qu'en conséquence le diamètre de NGC 3761 pourrait être d'environ 29,0 kpc (∼94 600 al) si on utilisait la distance de Hubble pour le calculer.

### Galaxie de Seyfert
Selon la base de données Simbad, NGC 3761 est une galaxie de Seyfert de type 2.